# Церковь Иоанна Богослова (Арзамас)
Церковь Иоанна Богослова — православный храм в Арзама́се, в районе Ивановка. Основан в честь похода Ивана IV Грозного на Казань.

## Историческая справка
По преданию, имеющему исторические основания, деревянная церковь во имя святого апостола и евангелиста Иоанна Богослова была основана царём Иоанном IV Васильевичем во время его третьего Казанского похода в 1552 году. В 1678 году на месте деревянной церкви выстроен новый каменный храм. Эта была третья каменная церковь в Арзамасском уезде после Спасо-Преображенского собора Спасского монастыря (1638) и храма в честь Иоанна Богослова над Спасским болотом.
В храме, кроме основного, было два боковых придела: правый - апостолов Петра и Павла и левый - Трех святителей.